# ولاية أروزكان

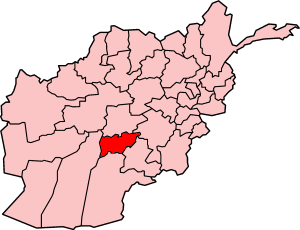
ولاية أروزكان

ولاية أرزوکان (اروزگان: بالباشتو) من إحدی المحافظات الـ 34 بأفغانستان التي تقع وسط البلاد. تربط المحافظة علاقات ثقافية وعشائرية وطيدة مع جيرانها مثل قندهار وهلمند.
عاصمتها ترين كوت ويبلغ عدد سکانها حوالي 400000 نسمة بينما تصل مساحتها إلی أکثر من 22696 کيلو متر مربع. يتحدث معظم سکانها لغة الباشتو. شهدت ولاية أرزوکان مخاض إقليم جديد للطائفة الهزارة في شمالها وهو دايکندي بينما يقطن البشتون جنوبي ولاية أروزکان لکن في مايو 2006، تمّت إعادة بلدة کيزاب إلی حضن محافظة أروزکان من ولاية دايکندي والتي أصبحت المديرية السادسة لأروزکان.
وُلد الملا محمد عمر – الزعيم الروحي لحرکة طالبان – بقرية سنکيسار بولاية أروزکان. لا تشهد أروزکان أنشطة عمرانية ملحوظة من قبل منظمات دولية نظراً لوجود عسکري أمريکي مکثّف في المنطقة وعمليات قتالية تقوم بها قوات التحالف من حين لآخر ضد عناصر طالبان. تم إنشاء فريق إقليمي لإعادة بناء أروزکان والذي تديره قوات الآيساف.
حَکَم الإقليم الوالي جان محمد خان منذ يناير 2002 وقد اعتبره البعض زعيماً فاسداً وأمّياً وهو أقرب إلی عشيرة بوبلزي التي ينحدر منها الرئيس الأفغاني حامد کرزاي. تم تعيين المولوي حکيم منيب فی 18 مارس 2006 حاکماً لإقليم أروزکان من قِبل حکومة کابول. حکيم منيب من البشتون ويأتي من ولاية بکتيا الشرقية ورجل مثقف ولديه مهارات إدارية قوية جداً.
شهدت زراعة المخدرات بأروزکان في عامي 2006 و 2007 مرحلة خطيرة وعکست مدى فشل جهود المجتمع الدولي في إزالة المخدرات عن الوجود هناک.
في سبتمبر 2007، عزل الرئيس حامد کرزاي السيد حکيم منيب من منصبه کحاکم لولاية أروزکان.
يقوم الجيش الأمريکي ببناء جسرين عملاقين بمساعدة شرکة LBG/B&V فی مديرية شهيد حساس (شهار شينة حالياً). إنشاء الجسرين سيربط شهيد حساس بـ ترين کوت، مرکز العاصمة و مديرية ديهراوؤد.

## المديريات
شورة، ديهراوؤد، کيزاب، خاص أرزوکان، شهيد حساس وترين کوت. وتعتبر مديرية ترين كوت وديهراود وشهيد حساس من أهم المديريات في الولاية كما أن مديرية شهيد حساس ( شارشينو ) تحتوي على نهرين كبيرين نهر هلمند وهذا النهر يصب في سد كجكي للكهرباء بولاية هلمند ، ونهر ساخر ومساحتها أقل من نهر هلمند ويصب في نهر هلمند في منطقة تسمّى بشاه مشهد ، وقد ولدت ولاية أرزكان رجالا كبارا وعباقرة الوقت مثل أمان الله خان من مديرية شهيد حساس ( شارشينو) من قرية سفيركو ، و وكيل كريم خان من مديرية دهراود .